# Velušovce
Velušovce jsou obec na Slovensku v okrese Topoľčany v Nitranském kraji. Žije v nich 542 obyvatel.

## Historie
První písemná zmínka o Velušovcích je z roku 1389, kde jsou uváděny jako Welys a byly součástí topolčanského hradního panství. Další názvy Welyz pochází z roku 1461, Welysolcz z roku 1481, Wellussavcze z roku 1773, Welussowce z roku 1808, maďarsky Velusóc, Velős. V roce 1570 žilo v obci 10 rodin, v roce 1715 bylo ve Velušovcích 11 domácností. V roce 1720 zde byl mlýn a 23 domácností, v roce 1828 žilo v 34 domech 263 obyvatel a v roce 1892 v obci žilo 305 obyvatel. V roce 1896 postihla obec epidemie cholery,  při ní zemřelo 45 obyvatel, epidemie se opakovala v roce 1873. Hlavní obživou bylo zemědělství a vinařství. V 19. a 20. století vlastnila statky v obci rodina Stummerů. Do roku 1918 patřila obec v Nitranské župě k Uherskému království, poté se stala součástí Československa, následně Slovenska.

## Přírodní poměry
Obec leží v severozápadní části Nitranské pahorkatiny, na středním toku potoku Slivnica, pravostranného přítoku řeky Chotiny v povodí Nitry. Území členěné úvaly leží v nadmořské výšce v rozmezí 209–295 metrů, střed obce leží ve výšce 222 m n. m. a od Topoľčan je vzdálen 10 km. Odlesněný povrch tvoří mladší terciérní sedimenty, které jsou překryté spraší a sprašovými hlínami. Půdní typy zastupuje hnědozem. Celková rozloha obce je 5,81029 km², z toho v roce 2020 připadalo 91 % na zemědělskou půdu. Celkové využití půdy (2020): 83 % orná půda, 5 % zahrady, 3 % travnaté plochy. V roce 2023 na zemědělskou půdu připadalo 529,39 ha, z toho 481,84 ha byla orná půda, 27,88 ha zahrady a 19,67 travnaté plochy. Vodní plochy tvořily 3,67 ha a na zastavěnou plochu a nádvoří připadalo 31,19 ha. Obec sousedí:
| Závada |         |  |
|        | Prašice |  |
| Tesáre | Jacovce |  |

## Památky
- V obci je římskokatolický kostel svatého Cyrila a Metoděje vysvěcený v roce 1994. Kostel náleží pod farnost Závada, děkanát Topoľčany, diecéze nitranská.[9]
- Římskokatolická kaple Obětování Panny Marie z roku 1900.[10]
- Sousoší Cyrila a Metoděje.[11]